# 1584 en musique classique
| \| • Retour à la chronologie générale de la musique classique • \| |
| Grèce • Rome • Haut Moyen Âge • VIIIe siècle • IXe siècle • Xe siècle • XIe siècle XIIe siècle • XIIIe siècle • XIVe siècle • XVe siècle • XVIe siècle • XVIIe siècle XVIIIe siècle • XIXe siècle • XXe siècle • XXIe siècle |
| • Retour à la chronologie générale de la musique classique • |

| Années en musique classique : 1581 - 1582 - 1583 - 1584 - 1585 - 1586 - 1587    |
| Décennies en musique classique : 1550 - 1560 - 1570 - 1580 - 1590 - 1600 - 1610 |

## Œuvres
- Publication des Psalmi pœnitentiales Davidis (les sept Psaumes de pénitence, composés vers 1563-1570) de Roland de Lassus.
- Publication du Pratum musicum (le Pré musical) d'Emanuel Adriaenssen.
- Claude Le Jeune compose des psaumes et des motets.

## Naissances

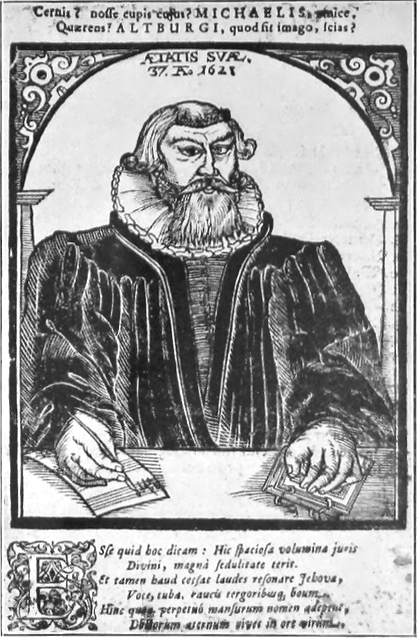
Michael Altenburg

- 27 mai : Michael Altenburg, théologien protestant et compositeur allemand († 12 février 1640).

Date indéterminée :
- Francisco Correa de Arauxo, organiste compositeur espagnol († 1654).
- Daniel Friderici, compositeur allemand et chantre primaire de l'église Sainte-Marie de Rostock († 23 septembre 1638).
- Antonio Cifra, compositeur italien († 2 octobre 1629).

## Décès
- Pietro Vinci, compositeur et madrigaliste italien (° 1535).